# Eovulturnops selenocephalides
Eovulturnops selenocephalides är en insektsart som beskrevs av Evans 1947. Eovulturnops selenocephalides ingår i släktet Eovulturnops och familjen dvärgstritar. Inga underarter finns listade i Catalogue of Life.